# Gareth Roberts
Gareth John Roberts (Swansea, 15 de enero de 1959) es un exjugador británico de rugby que se desempeñaba como octavo.

## Selección nacional
Debutó en los Dragones rojos en 1985 cuando fue convocado al Torneo de las Cinco Naciones de ese año y jugó irregularmente con ellos hasta 1987. En total jugó siete partidos y marcó dos tries.

### Participaciones en Copas del Mundo
Disputó la Copa del Mundo de Nueva Zelanda 1987 donde los dragones rojos obtuvieron la tercera posición siendo la mejor participación de Gales en la copa mundial. Roberts marcó sus únicos dos tries con la selección y fue la última vez que jugó con ella.
| Mundial                       | Sede          | Resultado     | PJ | Tries |
| ----------------------------- | ------------- | ------------- | -- | ----- |
| Copa Mundial de Rugby de 1987 | Nueva Zelanda | Tercer puesto | 5  | 2     |

## Palmarés
- Campeón de la Copa de Gales de Rugby de 1978, 1986 y 1987.